# John Loader Maffey
John Loader Maffey, 1r Baró Rugby, GCMG, KCB, KCVO, CSI, CIE (1 de juliol de 1877 - 20 abril de 1969) fou un funcionari colonial britànic.
Maffey era el fill més jove de Thomas Maffey, un viatjant de Rugbi, Warwickshire, i la seva muller Mary Penelope, filla de John Loader. Fou educat a l'escola de Rugbi i a l'Església de Crist, a Oxford.

## Carrera
Maffey va entrar al Servei Civil Indi el 1899, i com a destí més destacat va servir de Secretari Privat del Virrei de l'Índia Frederic Thesiger Lord Chelmsford de 1916 a 1920 i Comissari Principal de la província de la Frontera del Nord-oest de 1921 a 1924. Després d'un desacord amb el govern britànic el 1924, Maffey va dimitir del Servei Civil Indi. El 1926 fou nomenat governador general del Sudan, seguint el 1933 el seu nomenament com a Sots-secretari d'Estat permanent per les Colònies. A petició de Winston Churchill es va convertir en el primer representant del Regne Unit a Irlanda el 1939, un càrrec que va ocupar durant els anys de guerra i fins a la seva jubilació el 1949.
Durant la guerra Maffey era indubtablement el diplomàtic estranger més important resident en Dublín, donades les complicacions de la política de neutralitat d'Irlanda. Nomenat com a "Representant britànic a Irlanda", però no com ambaixador a causa de l'Acte de 1936 sobre Relacions Exteriors, aviat va establir una bona relació de treball amb Éamonn de Valera. De Valera estava personalment a favor de la supervivència de democràcia, però no confiava necessàriament que els britànics cuidessin els interessos d'Irlanda. Maffey fou vital per mediar entre el "guerrer" Churchill i el "cap" de Valera. Quan de Valera fou substituït per una coalició, encapçalada per John Costello, el 1948, Maffey altre cop va establir una bona relació amb els seus membres, encara que era mordaç sobre la manera barroera en la qual es manejava la declaració de la República: "Costello ha manejat l'afer en una picada de mans igual com un afeccionat".
El 1947 Maffey fou nomenar par com a Baró Rugby, de Rugbi, al comtat de Warwick.

## Família
Lord Rugby es va casar amb Dorothy Gladys Huggins, filla de Charles Lang Huggins, el 28 d'agost de 1907. La seva filla Penelope Aitken va esdevenir una socialista coneguda, i la mare del que fou cap del Partit Conservador Jonathan Aitken i l'actriu Maria Aitken i l'àvia de l'actor Jack Davenport. Lord Rugby va morir l'abril de 1969, als 91 anys. Fou succeït a la baronia pel seu fill més major Alan Loader Maffey.

## Títols
- 1877–1916: John Loader Maffey
- 1916–1920: John Loader Maffey, CIE
- 1920–1921: John Loader Maffey, CSI, CIE
- 1921–1931: Sir John Loader Maffey, KCVO, CSI, CIE
- 1931–1934: Sir John Loader Maffey, KCMG, KCVO, CSI, CIE
- 1934–1935: Sir John Loader Maffey, Kcb, KCMG, KCVO, CSI, CIE
- 1935–1947: Sir John Loader Maffey, GCMG, KCB, KCVO, CSI, CIE
- 1947–1969: El Just Honorable Lord Rugby, GCMG, KCB, KCVO, CSI, CIE